# Some Great Reward Tour
Some Great Reward Tour (в переводе с англ. — «Какая-то большая награда — Тур») — шестой тур Depeche Mode в поддержку четвёртого студийного альбома «Some Great Reward». Прошёл с конца сентября 1984 года по конец июля 1985.

## Предыстория
После выхода сингла «People Are People», 3 февраля Depeche Mode провели концерт в Одеоне для телеканала BBC. Концерт длился всего 40 минут со следующим сет-листом:
1. Everything Counts
2. Two Minute Warning
3. The Landscape Is Changing
4. See You
5. Shame
6. Told You So
7. More Than A Party
8. Just Can't Get Enough

На удивление, в концерт не была включена песня «New Life». За бортом также остался и новый сингл «People Are People», который набирал популярность, особенно в Америке.

## Подготовка и стиль
Фонограмма с некоторыми звуками и сэмплами так и осталась «другом» туров Depeche Mode.
Также в персонале техников и осталась Джейн Спирс, дизайнер-светоосветитель, которая оформила сцену с элементами обложки студийного альбома:

«Вокруг трех клавишников величественно возникали большие светящиеся треугольники, составленные из неоновых ламп, выразительно контрастировавшие с проекциями фальшивых церковных витражей над головами музыкантов»— Дэниел Миллер

## Инструменты
Из новых музыкальных инструментов появились своеобразные ударники, которые то и дело были обычными стройматериалами и не только: листы гофрированного железа и велосипедные спицы, строительные леса и молоток.
Также в использование вошла и новая версия «Эмулятора». Поскольку в это время она находилась на стадии теста, у группы возникало множество неполадок с загрузкой.

Концертные версии песен были разработаны с расчетом на то, чтобы каждый участник успел загрузить нужные ему звуки как раз к началу своей партии. <…> Поскольку каждый банк звуков загружался примерно тридцать секунд, часто мы не были уверены, что все получится вовремя…— Алан Уайлдер

## Участники

### Музыканты
- Гаан, Дейв — солист;
- Гор, Мартин — клавишные, сэмплирование, бэк-вокал.
- Флетчер, Энди — клавишные, фонограмма со звуками;
- Уайлдер, Алан — клавишные.

### Персонал
- Фокс, Джо — объявления о предстоящих концертах;
- Спирс, Джейн — дизайнер-осветитель, оператор микшерного пульта, режиссёр-постановщик, сценический оформитель;

## Сет-лист
| №   | Название                | Длительность |
| --- | ----------------------- | ------------ |
| 1.  | «Something to Do»       |              |
| 2.  | «Two Minute Warning»    |              |
| 3.  | «If You Want»           |              |
| 4.  | «People Are People»     |              |
| 5.  | «Leave in Silence»      |              |
| 6.  | «New Life»              |              |
| 7.  | «Shame»                 |              |
| 8.  | «Somebody»              |              |
| 9.  | «Lie to Me»             |              |
| 10. | «Blasphemous Rumours»   |              |
| 11. | «Told You So»           |              |
| 12. | «Master and Servant»    |              |
| 13. | «Photographic»          |              |
| 14. | «Everything Counts»     |              |
| 15. | «See You»               |              |
| 16. | «Shout!»                |              |
| 17. | «Just Can’t Get Enough» |              |

## Критика
Пенни Кейли, сотрудница «Melody Maker», оценила концерт, как не особо выделяющийся чем-то радующим:

«Впечатляющее сценическое оформление выдержано в модном сером цвете. Хай-тековый металл, видеопроекции — все это явно призвано что-то сообщить о музыке. Но если в звуке и есть хоть какой-то металл, то разве что расплавленный. Никакой остроты. <…> …это по-прежнему остается поп-концертом, где самые яркие ощущения — зрительные»— Пенни Кейли